# عبد السلام الكزة
عبد السلام الكزة من المجاهدين الليبين أيام الاستعمار الإيطالي لليبيا. شارك في العديد من المعارك التي دارت حول بنغازي وسلوق والأبيار. قاد معركة الحقيفات وهو في الثمانين من عمره. هاجر إلى مصر وأقام في المنيا وقد توفي ودفن سنة 1940.